# Flaskay Mihály
Flaskay Mihály (Debrecen, 1982. május 18.) világbajnoki bronzérmes magyar úszó 

## Pályafutása
Első jelentős eredményét még gyorsúszóként érte el, amikor harmadik lett 50 méteren az országos bajnokságon 1999-ben, ezt követően viszont éveken át az egyik legjobb magyar mellúszónak számított. 2000 és 2004 között négyszer nyerte meg az 50 mellet az ob-n. Nemzetközi szinten a kiugrás 2002-ben jött el számára, amikor az Európa-bajnokságon a legrövidebb távon Oleg Lisogor mögött és Güttler Károly előtt másodikként célba érve ezüstérmet szerzett. A barcelonai világbajnokságon ismét érmet tudott szerezni, ekkor James Gibson és Lisogor mögött harmadik lett 27,79 másodperces időeredménnyel, ezt a teljesítményt az universiádén megismételte. A 2005-ös vb-n kilencedikként zárt, míg a 2006-os budapesti Eb-n a hatodik helyet szerezte meg. 
25 méteres medencében nyolc, nagy medencében 16 éven keresztül tartotta ő a magyar rekordot, 2002-ben felállított csúcsát Szilágyi Csaba adta át a múltnak.

## Rekordjai
50 m mell
- 27,51 (2002. június 16., Berlin) országos csúcs[1]

50 m mell rövid pálya
- 28,11 (2000. december 16., Valencia) országos csúcs
- 27,78 (2006. december 9., Helsinki) országos csúcs[2]